# Оксид родия(IV)
Оксид родия(IV) — неорганическое соединение, 
окисел металла родия с формулой RhO2,
чёрный или коричневый порошок,
не растворяется в воде,
образует гидраты.

## Получение
- Окисление родия в расплаве смеси нитрата и гидроксида щелочного металла:

{\displaystyle {\mathsf {Rh+2KNO_{3}\ {\xrightarrow {T,KOH}}\ RhO_{2}+2KNO_{2}}}}
- Электролитическое окисление гидроксида родия(III) в щелочной среде:

{\displaystyle {\mathsf {Rh(OH)_{3}+OH^{-}+nH_{2}O\ {\xrightarrow {e^{-}}}\ RhO_{2}\cdot nH_{2}O\downarrow +2H_{2}O}}}

## Физические свойства
Оксид родия(IV) образует чёрный или коричневый порошок. Имеет структуру рутила.
Гидратированная форма RhO2•n H2O образует кристаллы оливково-зелёного цвета.
Не растворяется в воде.

## Химические свойства
- При нагревании разлагается на кислород и оксид родия (lll):

{\displaystyle {\mathsf {4RhO_{2}\ {\xrightarrow {T}}\ 2Rh_{2}O_{3}+O_{2}}}}